# Oleksandrivka (Volodîmîrivka), Domanivka
Oleksandrivka (în ucraineană Олександрівка) este un sat în comuna Volodîmîrivka din raionul Domanivka, regiunea Mîkolaiiv, Ucraina.

## Demografie
Componența lingvistică a localității Oleksandrivka
     Ucraineană (95,98%)
     Română (2,76%)
     Rusă (1,26%)
Conform recensământului din 2001, majoritatea populației localității Oleksandrivka era vorbitoare de ucraineană (95,98%), existând în minoritate și vorbitori de română (2,76%) și rusă (1,26%).